# There Goes a Tenner
There Goes a Tenner è il terzo singolo della cantante inglese Kate Bush tratto dall'album del 1982 The Dreaming, pubblicato per il solo mercato britannico.

## Il brano
La canzone racconta di una rapina in banca un po' pasticciata, raccontata da un paranoico e pauroso membro della banda. Questi rapinatori di mezza tacca sono abituati a rapine di piccola portata e quando comincia il colpo alla banca, pianificato per mesi, cominciano ad andare in panico e non vedono l'ora di darsela a gambe e tornare a casa.
Kate Bush canta il brano con un curioso accento che è un mix di inglese aristocratico e del Cockney di un malfattore dell'East End di Londra(EN) Lorne Murdoch, Kate Bush, in Record Collector, n. 76, dicembre 1985,  p. 22.. Verso la fine del brano il testo prende un tono sognante, cosa che viene riflessa anche nel video.

## Versioni
- nov-1982 – Kate Bush, There Goes a Tenner, 45gg, EMI EMI 5350, Regno Unito, prodotto da Kate Bush[2]. Questa versione contiene i brani seguenti:

1. There Goes a Tenner – 3:25
2. Ne T'Enfuis Pas – 2:33

Durata totale: 5:58